# Jean-Joseph Ader
Jean-Joseph Ader, né le 16 octobre 1796 à Ustaritz et mort le 12 avril 1859 au château de Bassussarry, est un journaliste, écrivain, historien et dramaturge français.

## Biographie
Il fait ses études dans un séminaire du Pays basque et arrive à Paris en 1813 où il suit des cours de médecine et de droit.
Il commence sa carrière littéraire en participant au Diable boiteux, au Frondeur, à la Pandore et au Mercure du XIXe siècle. Il a alors pour ses articles de nombreux démêlés avec la police correctionnelle. Condamné en 1826 à cinq jours de prison contre trois mois requis pour l'article anonyme Robin des bois dans Le Frondeur qui lui est alors attribué, il fonde en Belgique le Constitutionnel des Pays-Bas avec Pierre-François Tissot, journal rapidement interdit.
Il fait partie en juillet 1830 des trois cents journalistes et écrivains qui rédigent les appels à l’insurrection pour parvenir à l’abdication de la monarchie de Charles X.
Ses pièces furent jouées à l’Odéon, au théâtre de la Porte-Saint-Martin et sur les plus grandes scènes parisiennes.

## Œuvres
- Traité du mélodrame (avec Abel Hugo et Armand Malitourne), 1817
- Ludovic Sforce, tragédie en cinq actes, 1824
- Les Deux écoles, ou le Classique et le romantique, comédie en 3 actes et en vers, (avec Joseph-Léonard Detcheverry), 1825
- Résumé de l'histoire du Béarn, de la Gascogne supérieure et des Basques, 1826
- Napoléon devant ses contemporains, 1826
- Histoire de L’expédition d’Égypte et de Syrie (avec Charles Théodore Beauvais de Préau), 1826
- L'Actrice, ou les Deux portraits, comédie en un acte et en vers, (avec Fontan), 1826
- Le Cachemire, comédie en un acte et en vers, (avec Édouard d'Anglemont), 1827
- Petit rocher de Cancale, 1827
- Les Suites d'un coup d'épée, comédie en 1 acte, en prose, (avec Émile Brousse), 1828
- Plutarque des Pays-Bas, ou Vies des hommes illustres de ce royaume, 1828
- La Bossue, ou, Le Jour de La Majorit, comédie en un acte, en vers, (avec Louis Marie Fontan), 1829
- Gillette de Narbonne, ou le Mari malgré lui anecdote du XVe siècle, comédie-vaudeville en 3 actes, (avec Fontan et Charles-Louis-François Desnoyer), 1829
- Jeanne la Folle, ou, La Bretagne au XIIIe siècle, drame historique en cinq actes, en vers, (avec Fontan et Alfred de Rhéville), 1830
- Le Barbier du Roi D'Aragon, (avec Louis Marie Fontan et Alexandre Piccinni), 1832
- L'Angélus, opéra-comique en 1 acte, (musique de Casimir Gide), 1834
- L'Oncle modèle, vaudeville en 1 acte, 1839
- Deux Normands, vaudeville en 1 acte, 1839
- Folle qui se désole, romance, (avec Fontan et Desnoyer)
- L'enfance d’Henri IV, poésie